# Družinska vas
Družinska vas – wieś w Słowenii, w gminie Šmarješke Toplice. W 2018 roku liczyła 313 mieszkańców.